# Höfe
Het district Höfe is een district van het kanton Schwyz. De hoofdplaats is Wollerau.
De beide eilanden Ufenau en Lützelau behoren eveneens tot het grondgebied van het district.
Het district bestaat uit de volgende drie gemeenten:
| Wapenschild | Gemeentenaam | Inwoners (31/12/2004) | Oppervlakte (km²) | Gemeentenummer |
| ----------- | ------------ | --------------------- | ----------------- | -------------- |
| Feusisberg  | Feusisberg   | 4145                  | 17,6              | 1321           |
| Freienbach  | Freienbach   | 14.310                | 20,3              | 1322           |
| Wollerau    | Wollerau     | 6756                  | 6,5               | 1323           |
|             | Totaal       | 25.211                | 44,4              | 0503           |

Einsiedeln · Gersau · Höfe · Küssnacht · March · Schwyz